# Ludomir Benedyktowicz
Ludomir Ludwik Dominik Benedyktowicz (Świniary, 15 de agosto de 1844-Lwów, 1 a 14 de diciembre de 1926) fue un paisajista, soldado, escritor y jugador de ajedrez polaco.

## Biografía
Asistió a la escuela primaria en Varsovia, luego, en 1861, siguiendo los pasos de su padre, fue al "Instituto de Prácticas de Manejo Forestal" en Brok para estudiar silvicultura con su fundador, el profesor Wojciech Jastrzębowski.

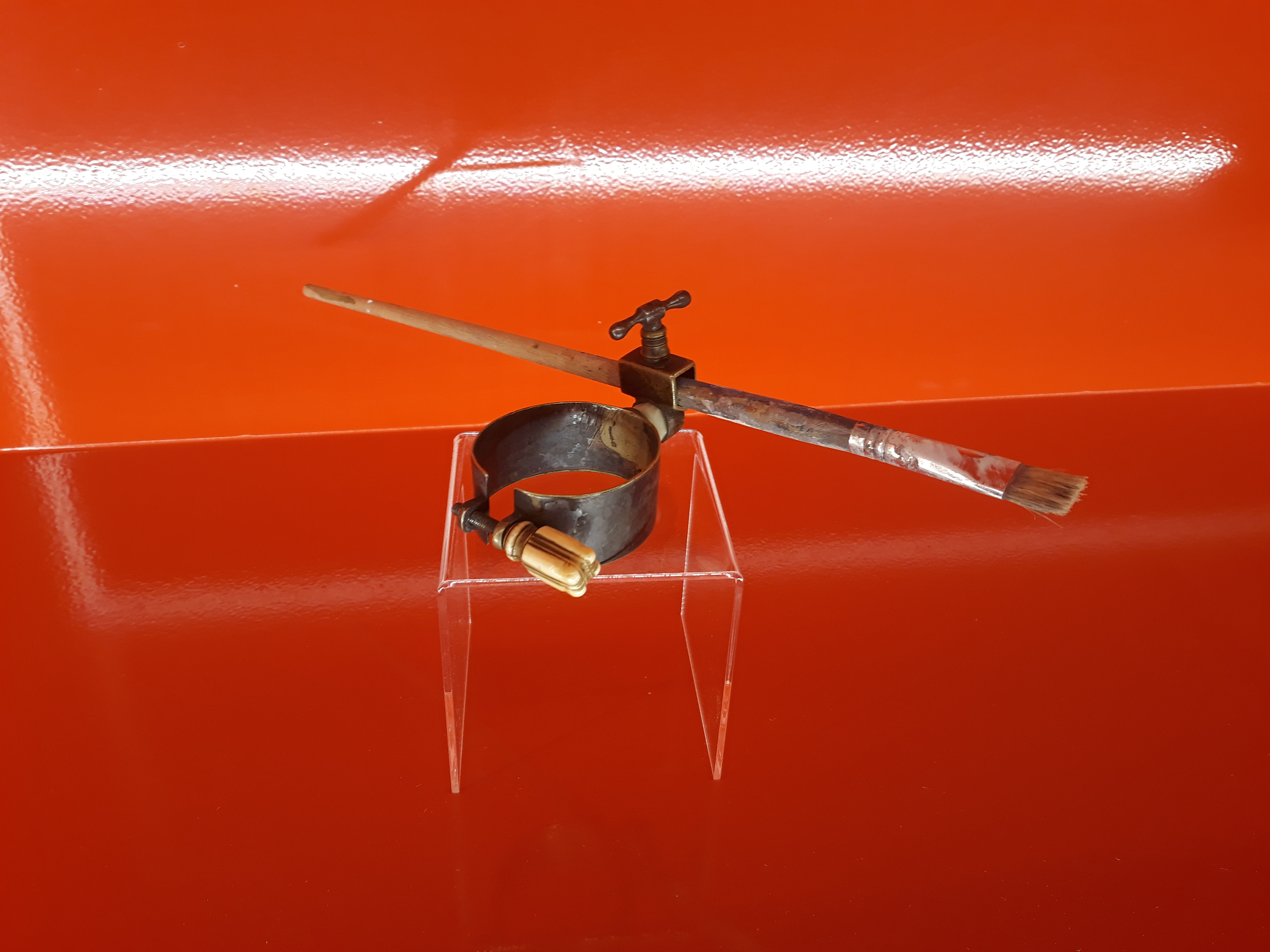
Accesorio de prótesis hecho para que Benedyktowicz pudiera pintar después de que le amputaron el brazo

Interrumpió sus estudios para unirse al Levantamiento de enero, convirtiéndose en un luchador en una unidad partidista comandada por Wladyslaw Cichorski. Durante una escaramuza con una unidad de cosacos cerca de Stare Kaczkowo, su mano derecha fue cortada por una espada, y su brazo izquierdo fue destrozado por una bala. Más tarde fue evacuado a la rectoría en Ostrów Mazowiecka, donde su brazo tuvo que ser amputado. Ya no le fue posible estudiar silvicultura, por lo que decidió estudiar arte, comenzando a formarse en la Escuela de Dibujo de Varsovia con Wojciech Gerson. 
Pintaba con un anillo de metal de su propia invención el cual, unido a su antebrazo derecho con clips atornillados sostenía un pincel, lápiz o carboncillo. Finalmente, la persecución de los participantes del levantamiento se intensificó, por lo que, debido a su trabajo con Gerson, fue a Múnich y se le permitió inscribirse allí en la Academia de Bellas Artes. 
Cuando regresó a Polonia, visitó la tumba de otros insurgentes que habían muerto en la batalla en la que el logró sobrevivir. Como resultado, fue arrestado bajo sospecha de «agitación» y detenido brevemente en la Ciudadela de Varsovia.

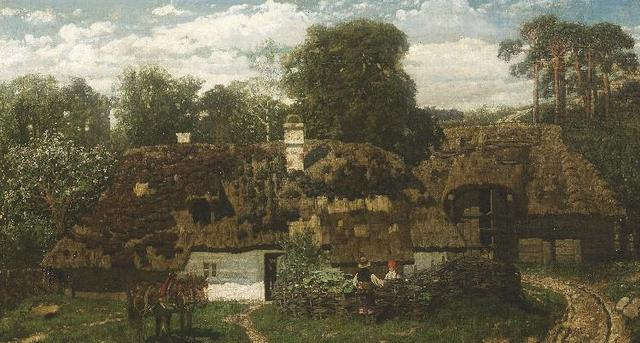
Paisaje rural por Ludomir Benedyktowicz

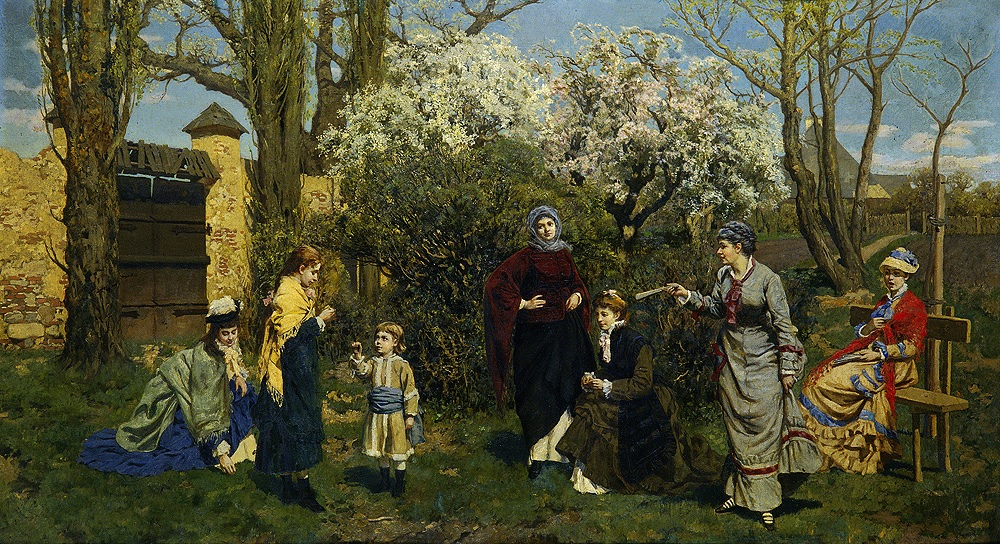
Recolectando violetas

Después de ser liberado por falta de pruebas, se mudó a Cracovia, en la «partición austriaca», y estudió composición con Jan Matejko. En 1876 se casó y abrió su propio estudio. Vivió en Cracovia por cuarenta años, luego se mudó a Lwów tras la muerte de su esposa, y vivió en un hogar de ancianos para veteranos de guerra. Precisametne, durante la Primera Guerra Mundial, sirvió como teniente de reserva y fue galardonado con el Virtuti Militari. 
Además de su arte, produjo tres volúmenes de poesía; uno para los 40, 50 y 60 aniversarios del levantamiento de enero. También escribió un libro sobre Stanisław Witkiewicz (con quien discutía con frecuencia) y su papel como crítico. En 1893, como jugador de ajedrez aficionado, participó en la creación del Club de Ajedrez de Cracovia, junto con Hieronim Czarnowski, y sirvió como su segundo presidente. En 1925, fue nombrado miembro honorario de "Hetman", un club de ajedrez de Lwów que incluía a jugadores tan notables como Ignacy Popiel y Kalikst Morawski . 

## Publicaciones
- Stanisław Witkiewicz jako krytyk: jego pojęcia, zasady i teorye w malarstwie. Rozbiór krytyczny (Stanisław Witkiewicz como crítico. . . ) Spólka Wydawnicza Polska, 1902 (serie "Nowa biblioteka uniwersalna") Texto completo en Google Books.